# Taračin Do
Taračin Do je naselje u općini Ilijaš, Federacija Bosne i Hercegovine, BiH.

## Stanovništvo
Nacionalni sastav stanovništva 1991. godine, bio je sljedeći:
ukupno: 83
- Hrvati - 69
- Muslimani - 12
- Jugoslaveni - 2